# Daniel Pereira Cristo
Daniel Pereira Cristo (Braga, 1979), é um músico, multi-instrumentista e cantautor português. Venceu o Prémio Carlos Paredes 2018 com o álbum a solo Cavaquinho Cantado. 

## Percurso
Luís Daniel Gomes Gonçalves Pereira, conhecido no mundo artístico como Daniel Pereira Cristo, nasceu em Braga no dia 25 de Abril de 1979. 
Começou a tocar Cavaquinho com o pai pelos 8 anos. Aos 9 anos ingressou o “Origem Tradicional” e o Grupo Cultural de S. Mamede de Este, que acabaram por ser a sua grande escola de vida e de música. É lá que desde muito cedo tem contacto com vários músicos e com vários instrumentos tradicionais: a Viola Braguesa, o Violão, o Bandolim, a Gaita de Fole, a Percussão tradicional, entre outros. Estreou-se oficialmente nos palcos com o "Origem", no dia 15 de Agosto de 1989. Aos 10 anos iniciou a formação e teoria Musical com o Professor e Compositor bracarense António da Costa Gomes, na Escola Francisco Sanches em Braga. Aos 13 anos frequentou um curso de iniciação ao teatro com Fernando Pinheiro e passou por grupos como a "Companhia de Teatro Nascente do Este", o "Teatro Universitário do Minho" e o “Sindicato de Poesia”. 
A partir dos 17 anos, passou por diversos projectos musicais: “Suspeitos do Costume” e “Neurónios aBariados” - Pop/Rock; Azeituna (Tuna da Universidade do Minho); “Arrefole” e “Dança dos Homens”- Folk; “Luís Muxima”- música Angolana; entre outras participações em projectos e discos de outros artistas, como Júlio Pereira (com quem colabora na AC Museu Cavaquinho), Maria do Ceo, Orquestra Folk SondeSeu, Sopa de Pedra, Tatanka, etc.  
A sua paixão pela música, cordofones e outros instrumentos da nossa tradição oral, têm-no levado a fazer uma série de oficinas em torno da música de Raiz, do Cavaquinho e demais Cordofones Tradicionais, bem como percussão tradicional, Gaita de Fole, tendo lecionado em diversos locais de ensino, a saber: no curso livre no “Conservatório de Música Calouste Gulbenkian” em Aveiro; “World Music School” Helsínquia; no “Instituto Politécnico do Cávado e do Ave” em Barcelos e em Braga no “Grupo Cultural de S. Mamede d'Este”, “Nuguel Music” e “Escola de Música da ARCUM” na Universidade do Minho (onde terminou a sua Licenciatura em Ensino – Física e Química). Nos últimos anos, tem-se dedicado à sua carreira em nome próprio. 
Daniel Pereira Cristo é um dos nomes de referência da música de raiz em Portugal, reconhecido pelo trabalho com os cordofones tradicionais e pela forma como alia a palavra, a tradição e a contemporaneidade. Vencedor do Prémio Carlos Paredes em 2018 com o álbum Cavaquinho Cantado, tem desenvolvido um percurso singular entre a criação, a pedagogia e a performance. Tem percorrido uma série de grandes palcos, festivais, eventos e teatros nacionais, com algumas incursões muito interessantes internacionais que vão da vizinha Galiza, aos Estados Unidos, até ao Azerbaijão. 
Foi artista residente no programa 7 Maravilhas de Portugal à Mesa na RTP1 em 2018 e tocou para mais de 200 mil pessoas num Terreiro do Paço lotado, na passagem de ano 2018/2019. Este espectáculo foi replicado durante 2019, em várias cidades com vários convidados, numa celebração da música portuguesa, da lusofonia e da música tradicional e étnica em particular, entre eles: Júlio Pereira, Ana Bacalhau, Rão Kyao, Tatanka, João Só, Uxia, Xabier Diaz, Aline Frazão e Manuel de Oliveira.
Na Arca de Sons - Associação Cultural, tem trabalhado na produção de vários projectos musicais e concertos com o multi-instrumentista e seu produtor Hélder Costa - juntos desenvolveram “Terreiro dos Sons”, "Mar Adentro", "Tradição em Novo Palco"  (espetáculos comunitários, em diversas cidades que juntam várias artes performativas, diversos artistas convidados e associações), “Casa Clandestina” (com a revisitação de discos de Zeca Afonso), tendo juntos musicado filmes ao vivo (nomeadamente de Karl Valentin no festival de cinema “A Gosto de Verão”), entre outras composições de bandas sonoras.  Têm feito a curadoria do Sons do Noroeste - Festival de Música, festival que celebra a música contemporânea feita a partir do noroeste peninsular.
Tem feito trabalho de composição de bandas sonoras para documentários, com os realizadores Flávio Dias e Tiago Cerveira. O projeto "Rostos da Aldeia", com vários prémios em festivais internacionais, é onde mais se tem destacado o seu trabalho.  
Na componente pedagógica, tem colaborado com a Associação Portuguesa de Educação Musical, dando formações creditadas aos professores de música em torno do cavaquinho e colaborou com a Leya (editora Texto), no manual de música do 6º ano 100% Música elaborando um Guia de Cavaquinho e fazendo uma série de videos tutorias.

## Prémios e Reconhecimento
Recebeu o Galardão de Música, na sua cidade natal, na edição de 2017 dos Galardões a Nossa Terra. 
Em 2018, foi galardoado com o Prémio Carlos Paredes pelo seu primeiro trabalho a solo Cavaquinho Cantado. 

## Discografia Seleccionada
Entre a sua discografia encontram-se: 
- 1993 - Origem, com o grupo Origem Tradicional
- 2001 - Rescate del Alma, album cantora galega María do Ceo, como músico convidado na canção Un Tíbio Amanecer

- 2002 - Se as Capas Falassem, com a Azeituna (Tuna da Universidade do Minho)
- 2003 - Coro Sobre Azul, com a Azeituna (Tuna da Universidade do Minho)

- 2006 - Veículo Climatizado, com Arrefole
- 2007 - Um Sol Maior, com o grupo Origem Tradicional
- 2008 - aBariações, com Neurónios aBariados [1]
- 2009 - Percursos, com a Azeituna (Tuna da Universidade do Minho)
- 2012 - Cavaquinho.pt, álbum de Júlio Pereira, como músico convidado na canção A Laranxa com Uxia
- 2014 - Azeituna na Sé, com a Azeituna (Tuna de Ciências da Universidade do Minho)
- 2014 - as boltas do bira..., com o grupo Origem Tradicional
- 2015 - E Repenica, album de recolhas das tradições musicais do São João de Braga, toca no tema Mourisca, Dança do Rei David [25][26]
- 2016 - Praça do Comércio, álbum de Júlio Pereira, como músico convidado nas músicas Comboio Azul e Dança da Lua Cheia
- 2016 - E Era Vê-los, como produtor e director artístico da TAIPCA (tuna do Instituto Politécnico do Cávado e do Ave)
- 2017 - Cavaquinho Cantado, álbum a solo editado pela Associação Cultural Museu Cavaquinho [27][28]
- 2019 - Pouco Barulho, álbum de Tatanka, nas canções Será e Aldeias [29][30]
- 2018 -  Origem Tradicional 40 Anos, com o grupo Origem Tradicional
- 2020 - Maldita a Hora, single com João Só
- 2020 - Azul, com a Azeituna (Tuna da Universidade do Minho)
- 2020 - Natal Tradicional, com o grupo Origem Tradicional [31]
- 2021 - Na Procissão da Burrinha, como produtor e arranjador do coletivo Sinos da Sé (associação cultural e festiva)[32]
- 2022 - De Pernas para o Ar (2⁰ álbum em nome próprio - Disco Antena1)[33][34][35]
- 2022 - São João Hoje (como coordenador e co-interprete do projeto de reinterpretação do cancioneiro do São João de Braga)[36]
- 2022 - Arre, com Arrefole (disco de despedida da banda, com o single "Pandeiro" nomeado para os IPMA awards 2023)[37][38]
- 2024 - Rasgar, álbum de Júlio Pereira, cavaquinho e gaita de fole nas músicas: Rasgar, Vira Cura, Boda Atlântica, Rodança, Primeira Mochila e Corda Cantante [39]

## Ligações Externas
- Canal Oficial do Youtube - Daniel Pereira Cristo
- Entrevista no programa Um dia de cada vez da TSF (2020)
- Entrevista da Revista Rua: Off The Record com Daniel Pereira Cristo (2021)
- Daniel Pereira Cristo com o Pai no programa Uma Questão de ADN da TSF (2019)

- Diagramas de Acordes, elaborados por Daniel Pereira para a Associação Cultural Museu Cavaquinho